# Dai Xiaoxiang
Dai Xiaoxiang (chinesisch 戴小祥, Pinyin Dài Xiăoxiáng; * 15. Dezember 1990) ist ein chinesischer Bogenschütze.

## Karriere
Bei den Asienspielen 2010 in Guangzhou gewann Dai Xiaoxiang mit der Mannschaft die Silbermedaille. Seinen größten Erfolg feierte er 2012 bei den Olympischen Spielen in London. Im Einzelwettbewerb kämpfte er sich bis ins Halbfinale vor, in dem er gegen den späteren Olympiasieger Oh Jin-hyek unterlag. Im Duell um Bronze setzte er sich gegen Rick van der Ven durch.